# Apanteles coxalis
Apanteles coxalis är en stekelart som beskrevs av Szepligeti 1911. Apanteles coxalis ingår i släktet Apanteles och familjen bracksteklar. Inga underarter finns listade i Catalogue of Life.